# Falsoxeanodera
Falsoxeanodera is de wetenschappelijke naam van een monotypisch geslacht van kevers uit de familie van de boktorren (Cerambycidae). De naam van het geslacht werd voor het eerst geldig gepubliceerd in 1923 door Maurice Pic. In 2014 stelden Chemin, Gouverneur en Vitali dat de ene soort in dit geslacht binnen het geslacht Xoanodera geplaatst diende te worden, en dat Falsoxeanodera dus een synoniem van die geslachtsnaam werd.

## Soorten
- Falsoxeanodera maculata Pic, 1923